# Euplexia columbina
Euplexia columbina là một loài bướm đêm trong họ Noctuidae.